# Stazione di Niyama
La stazione di Niyama (仁山駅?, Niyama-eki), è una stazione ferroviaria in Hokkaidō, nel comune di Nanae. Si trova sulla linea principale Hakodate, a 21,2 km dal capolinea sud di Hakodate.

## Struttura della stazione
La stazione dispone di due binari serviti da due piattaforme. Non è dotata di personale.

## Stazioni adiacenti
Linea principale Hakodate: Oshima-Ōno - Niyama - Ōnuma